# Mekydro-Getriebe
Das Mekydro-Getriebe ist ein kompaktes hydromechanisches Schaltgetriebe, was vor allem bei schweren Diesellokomotiven Verwendung findet. Die Wortmarke Mekydro ist zusammengesetzt aus Mechanisch und Hydraulisch. Markeninhaber ist die Daimler Brand & IP Management GmbH & Co. KG.
Das Getriebe ist in zwei Teile aufgeteilt: dem hydraulischen Teil mit dem Strömungswandler als Trennebene zwischen Motor und Schaltgetriebe und dem mechanischen Teil mit dem mechanischen Schalt- und Wendegetriebe. Die Schaltung zwischen den einzelnen Gängen wird durch mehrere Maybach-Abweisklauen verwirklicht. Mekydro-Getriebe vereinigen die Vorteile beider Getriebearten, indem sie einen höheren Wirkungsgrad als reine Strömungsgetriebe besitzen. Der Schaltvorgang ist wesentlich kürzer als bei dem Strömungsgetriebe. Die Besonderheit des hydraulischen Teiles ist das verschiebbare Turbinenrad des Strömungswandlers.

## Geschichte

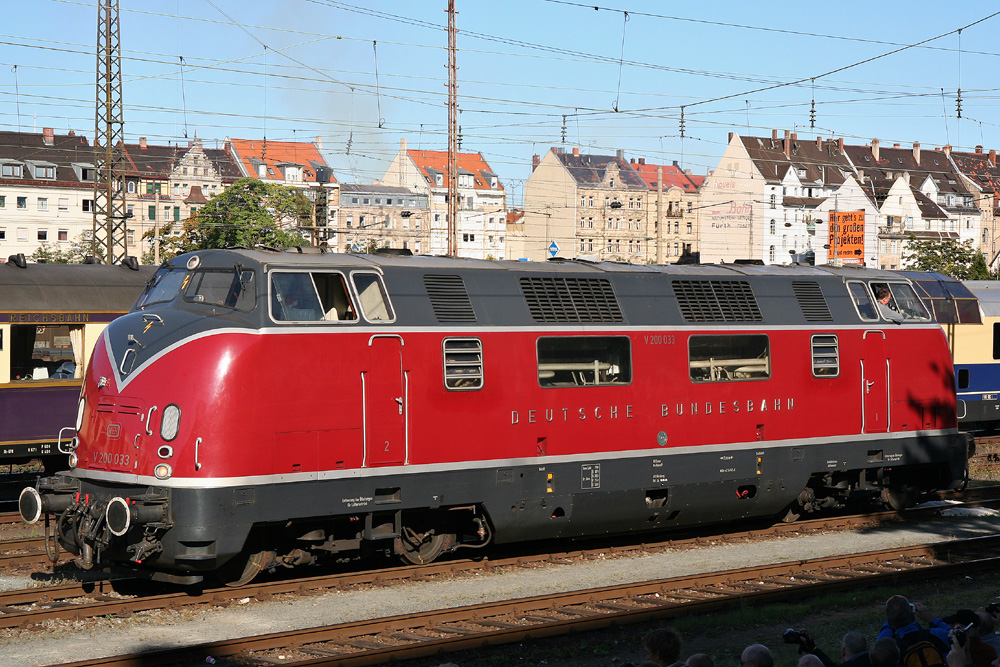
Die Lokomotiven der Reihe V 200.0 machten die Mekydro-Getriebe allgemein bekannt

Als erste Triebfahrzeuge, die standardmäßig mit Mekydro-Getrieben ausgerüstet waren, gelten die beiden Schlepptriebwagen DR 10 004 und 005 von 1937, die mit dem Getriebe Mekydro M 21 ausgerüstet waren. Bei diesen Fahrzeugen war der Strömungswandler dem mechanischen Getriebe noch nachgeschaltet. Der Kriegsausbruch verhinderte eine geplante größere Serie.
Die größte Verbreitung fanden die Getriebe bei den Diesellokomotiven V 200.0 und V 200.1. Anfangs wurden bei den Lokomotiven der Reihe V 200.0 Lokomotiven mit rein hydraulischem Getriebe und den Mekydro-Getriebe Mekydro K184U zum Vergleich ausgerüstet. Der Einsatz brachte sehr gute wirtschaftliche und betriebliche Werte. Der unerwünschte Nebeneffekt waren laute Schaltgeräusche der direkt unter dem Führerstandboden angeordneten nicht lärmisolierten Getriebe. Das brachte ihnen im Betriebsdienst den Spitznamen Ratschbumm-Getriebe unter den mit diesen Lokomotiven fahrenden Lokpersonalen ein. Von der Instandhaltung her kam es nicht zu ungünstigen Beurteilungen, so dass die Lokomotiven der Reihe V 200.1 durchgängig mit Mekydro-Getrieben ausgerüstet wurden. Waren die Lokomotiven der Reihe V 160 noch durchweg mit Strömungsgetriebe ausgerüstet, so wurde die DB-Baureihe 218 wahlweise mit Strömungs- oder Mekydro-Getriebe Mekydro K 252 versehen.

## Wirkungsweise
Sehr gut ist die Wirkungsweise anhand der beigelegten Skizze zu erkennen. Angetrieben werden die Fahrzeuge wie beim Strömungsgetriebe von dem Hochtrieb mit der Hohlwelle, der das Pumpenrad des Strömungswandlers antreibt. Das Turbinenrad ist mit der Abgangswelle verbunden und treibt die nachfolgenden Schaltradpaare und das Wendegetriebe an, die auf der Abgangswelle und der daneben liegenden Nebenwelle angeordnet sind. Die ersten drei Schalträder sind für die Schaltung der Gänge vorgesehen, das letzte Zahnradpaar übernimmt die Funktion des Wendegetriebes. Die Schaltung der Gänge übernehmen die beiden rechten Abweisklauen, die linke Abweisklaue schaltet das Wendegetriebe. Durch diese Getrieberadpaare ist die Schaltung von vier Gängen und zwei Fahrtrichtungen möglich, wobei die Schaltung wie bei den hydrodynamischen Getrieben automatisch erfolgt.
Schaltvorgang: ist der Umschaltpunkt des Getriebes erreicht, wird über Hydraulik ein Gestänge der Maybach-Abweisklaue aktiviert, wodurch die Wahl der betreffenden Räder umgesteuert wird. Das kann nur erfolgen, wenn kurzzeitig der Kraftfluss des Dieselmotors unterbrochen wird. Das wird erreicht, indem bei dem Strömungswandler das Turbinenrad ausgerückt wird. Dadurch gelangt in den Strömungsfluss ein Turbinenrad mit anderer Beschaufelung, das den Kraftfluss des Motors für kurze Zeit hemmt. Diese Zeit reicht, um sämtliche Abweisklauen für den folgenden Gang umzustellen. Das Turbinenrad rückt wieder in die Ausgangsstellung, und die Kraftübertragung kann fortgesetzt werden. Verschoben wird das Turbinenrad mittels Drucköl. Es gibt verschiedene Beschaufelungen des Turbinenrades für die Aufwärts- oder die Abwärtsschaltung.

## Typenbezeichnungsschema
Quelle: 
K = Bauart-Reihe
Erste zwei Ziffern = Konstruktionsleistung in 100 PS
Dritte Ziffer = Anzahl der Gänge
S = Stufe
U = Unterer Abtrieb
B = Einfache Bremskupplung
BB = Doppelbremskupplung
EW = Einspeiswandler